# Acumen
Pour les articles homonymes, voir [[:acumen foliaire]].
Acumen, anciennement Acumen Fund, est une ONG et une association à but non lucratif américaine. Son siège se trouve à New York, avec des bureaux régionaux en Inde, au Pakistan, au Kenya et au Ghana. Elle utilise, au moyen d'apports d'un fonds de capital, des approches entrepreneuriales pour aider à bâtir des organisations financièrement durables fournissant des biens et services qui améliorent les conditions de vie des pauvres.

## Historique
Acumen a été fondée le 1er avril 2001, avec un capital de démarrage de la Fondation Rockefeller, la Fondation Cisco Systems et trois autres philanthropes. Les investisseurs et les conseillers de Acumen sont également la Fondation Bill et Melinda Gates, Google.org et la Fondation Skoll. Jacqueline Novogratz est la fondatrice et la PDG de Acumen.